# Léon Gautier
Émile Théodore Léon Gautier, conegut com a Léon Gautier, va ser un historiador de literatura, filòleg i arxiver francès del segle XIX nascut el 8 d'agost de 1832 a Le Havre i mort el 25 d'agost de 1897 a París.

## Biografia
León Gautier era fill d'un professor i va perdre la mare en la infància. Va créixer a París al càrrec d'una tia seva. Va cursar els estudis a l'École des Chartes del 1852 al 1855 i va ser nomenat, en sortir de l'escola, arxiver del departament d'Haute-Marne (1856). Deu anys més tard, es va convertir en conservador de l'Arxiu Imperial. El 1871, va ser nomenat professor de Paleografia a l'École des Chartes, on va continuar la seva professió durant més de vint-i-cinc anys, fins a la seva mort en 1897.
El seu treball científic es va centrar en la història de la poesia èpica de l'Edat Mitjana a França i la paleografia. És autor d'una edició de la Chanson de Roland (text crític), ja clàssic (1872). Va escriure nombrosos articles sobre literatura i història en diversos periòdics i revistes.
L'Académie Française li va donar el "Grand prix Gobert" el 1884. Va ser escollit membre de l'Acadèmia de les inscripcions i llengües antigues el 1887 i es va convertir en cap de la secció històrica de l'Arxiu Nacional el 1893.

## Obra
- Œuvres poétiques d'Adam de Saint-Victor (1858/59),
- Els Épopées françaises (1865/68),
- La Chanson de Roland (text crític, 1872),
- Portraits contemporains et questions actuelles (1873),
- La Chevalerie (1884),
- Histoire de la poésie liturgique au Moyen Âge: les tropes (1886),
- Portraits du XIXe siècle I. Poètes et romanciers, (1894/95)
- Portraits du XIXe siècle. Historiens et critiques, (1894/95)
- Portraits du XIXe siècle. Nos adversaires et nos amis, (1894/95)
- Bibliographie des chansons de geste (1897).